# Toronto (Ohio)
Pour les articles homonymes, voir Toronto (homonymie).
Toronto est une ville située dans le comté de Jefferson, dans l’État de l’Ohio, aux États-Unis. Sa population s'élevait à 5 091 habitants lors du recensement de 2010, ce qui en fait la seconde ville la plus peuplée du comté.

## Source
- (en) Cet article est partiellement ou en totalité issu de l’article de Wikipédia en anglais intitulé « Toronto, Ohio » (voir la liste des auteurs).